# Alberto Méndez Borra
Alberto Méndez Borra (Madrid, 27 d'agost de 1941 — 30 de desembre de 2004) va ser un escriptor espanyol famós pel seu llibre Los girasoles ciegos.

## Biografia
Fill del traductor i poeta José Méndez Herrera, la seva infància va transcórrer a Madrid. Va estudiar batxillerat a Roma (Itàlia) i es va llicenciar en Filosofia i Lletres en la Universitat Complutense de Madrid. Persona d'esquerres, va militar en el Partit Comunista fins a 1982. Va treballar en grups editorials nacionals i internacionals. En 2002 va ser finalista del premi Internacional de Contes Max Aub per una de les narracions de Los girasoles ciegos..
Guardonat a títol pòstum amb el Premi Nacional de narrativa de les Lletres Espanyoles 2005 per Los girasoles ciegos, llibre compost de quatre relats ambientats en la Guerra Civil Espanyola. L'obra, publicada als 63 anys, va obtenir també els premis Setenil i de la Crítica. L'últim relat del llibre -el que li dona nom- va ser portat al cinema en 2008 per José Luis Cuerda, aquest mateix també va ser l'autor del guió juntament amb Rafael Azcona.
Encara que no es va dedicar a la literatura fins als seus últims anys, Méndez va treballar en estreta relació amb ella. Va ser redactor en les editorials Els Punxes i Montena, entre d'altres, i cofundador en els anys seixanta de Ciencia Nueva, que va ser tancada per Manuel Fraga en 1969. Va col·laborar en posades dramàtiques de TVE i va ser guionista amb Pilar Miró.

## Principals obres
- Los girasoles ciegos (2004)